# 柱状卵蛤
是帘蛤目帘蛤科Pitarina属的一种。主要分布于越南、韩国、中国大陆、台湾，常栖息在潮间带沙滩、泥滩。